# Mads Mikkelsen
Mads Dittmann Mikkelsen, född 22 november 1965 på Østerbro i Köpenhamn, är en dansk skådespelare. Han fick sitt genombrott med filmerna Pusher och Pusher II samt TV-serien Mordkommissionen som samtliga gjort honom till en av Skandinaviens mest igenkända skådespelare. Han har också fått ett brett genomslag i Hollywood där han medverkat i storfilmer som Casino Royale och Doctor Strange.

## Biografi

### Uppväxt
Mads Mikkelsen föddes som son till Bente Christiansen och Henning Dittman Mikkelsen, en taxichaufför till yrket. Han och hans bror, Lars Mikkelsen som föddes ett år tidigare, växte upp i Nørrebro. I sin ungdom tränade han gymnastik och började 1987 studera balett på Balettakademien i Göteborg. Där lärde han sig också att prata svenska flytande. Han dansade professionellt i flera år innan han började studera drama på Århus Teater mellan 1993 och 1996.

### Genombrott i Skandinavien
Mikkelsen gjorde sin filmdebut i Nicolas Winding Refns danskspråkiga internationella succé Pusher (1996). Han hade birollen som langaren Tonny och det blev hans genombrott för den danska publiken. Han fick sedan huvudrollen i Winding Refns nästa film Bleeder (1999). Han syntes sedan i ett antal danska komedifilmer som Blinkande lyktor (2000), En kort en lang (2001), De gröna slaktarna (2003) och Torremolinos 73 (2003). Han syntes också i dogme 95-filmen Älskar dig för evigt (2002) vilken skulle prisa honom på filmfestivaler i Europa.
Mikkelsens stora genombrott skedde när han repriserade rollen som Tonny i Pusher II (2004). Han blev unisont hyllad för sin insats och fick flera priser, däribland Bodilpriset för bästa manliga huvudroll. Filmvetaren Andrew K. Nestingen jämförde en spegelscen i filmen med Robert De Niros spegelscen i Taxi Driver (1976). Han hade då nyligen också avslutat filmningen av den danska TV-serien Mordkommissionen (2000-2004) där han i 32 avsnitt spelat polisen Allan Fisher och gjort honom till en av Danmarks största filmstjärnor. Han gjorde sen också sin internationella debut i Hollywoodfilmen King Arthur (2004). Trots att filmen kom att bli sågad blev det en kommersiell succé. Han skulle sedan bli nominerad till Bodilpriset än en gång när han medverkade i den danska filmen Prag (2006). Han skulle också bli hyllad för sin insats.

### Internationellt genombrott
Mikkelsen spelade rollen som skurken Le Chiffre i den tjugoförsta Bondfilmen Casino Royale (2006). Filmen blev en kommersiell succé och kritikerrosad som en fräsch omstart för filmserien. Mikkelsen har sagt att han inte behövde anstränga sig för att få rollen. Producenterna och castingpersonalen hade sett de flesta av Mikkelsens filmer och gav honom rollen. Samma år syntes han även i den danska filmen Efter bröllopet (2006) som blev  Oscarsnominerad för Bästa utländska film. Han hyllades för sin roll och vann några filmfestivalspriser.

### Etablerad karriär
Mikkelsen spelade Jørgen Haagen Schmith (Citronen) i den danska filmen Flamman & Citronen (2008). Han porträtterade också Igor Stravinskij i den hyllade franska filmen Coco Chanel & Igor Stravinsky (2009). Mikkelsen återförenades med regissören Nicolas Winding Refn i vikingafilmen Valhalla Rising (2009). Filmen fick blandade recensioner men blev en kommersiell framgång. Han syntes också i den mytologiska Clash of The Titans (2010), som trots sågningar också blev en finansiell succé. Även filmen The Three Musketeers (2011) som han medverkade i blev sågad men skördade framgångar hos biobesökarna.
Mikkelsen spelade sedan rollen som Lucas, en förskollärare som blir falskt anklagad för att ha förgripit sig sexuellt på ett barn, i Jakten (2012). Filmen blev unisont hyllad och blev  Oscarsnominerad till Bästa utländska film. Mikkelsen vann Bästa skådespelare på Filmfestivalen i Cannes för sin insats. Samma år medverkade han i den oscarsnominerade filmen A Royal Affair. Filmen var med sin budget på 47 miljoner kronor en av de dyraste danska filmerna som gjorts och blev väl mottagen av kritikerna. År 2013 spelade han  Hannibal Lecter i TV-serien Hannibal (2013–2015). Han tvekade till att ta rollen eftersom han tycker Anthony Hopkins tolkning var perfektion. Trots det skulle han och serien bli hyllad.
År 2016 spelade han skurken i Marvelfilmen Doctor Strange tillsammans med Benedict Cumberbatch och Tilda Swinton. Filmen blev en framgång och Mikkelsen blev hyllad för sin insats. Samma år syntes han även i Star Wars spinoff Rogue One: A Star Wars Story. I den smala överlevnadsfilmen Arctic (2018) blev han återigen hyllad. I Jonas Åkerlunds Polar (2019) gick han däremot obemärkt förbi och filmen blev sågad. Han återförenades med regissören Thomas Vinterberg i En runda till (2020). Filmen blev kritikerrosad och framgång hos publiken. Den blev Bästa utländska film på Oscarsgalan och Mikkelsen fick en BAFTA-nominering för Bästa skådespelare.

### Vidare karriär
Mikkelsen ersatte Johnny Depp som trollkarlen Gellert Grindelwald i Fantastiska vidunder: Dumbledores hemligheter (2022). Depp fick sparken från filmen efter en rättegång mot tidningen The Sun som han förlorade. Han hade också rykten om sig att vara elak mot personal på inspelningar och droganvändning. Depps popularitet hade också börjat sjunka efter att hans senaste filmer hade gått back. Han spelade sedan även skurken i Indiana Jones and the Dial of Destiny (2023).
Mikkelsen porträtterade Ludvig Von Kahlen i den danska filmen Bastarden (2023). Filmen och Mikkelsen blev kritikerrosade men drog inte ens in sina kostnader.

## Privatliv
Mads Mikkelsen gifte sig med koreografen Hanne Jacobsen år 2000. De har varit i en relation sedan 1987 och de har två barn tillsammans.
Mikkelsen har bott i Köpenhamn hela sitt liv förutom när han medverkade i Hannibal då han bodde i Toronto. Han har också ett hus på Mallorca.
2019 belönas han med det nordiska hederspriset, Nordic Honorary Dragon Award, vid Göteborg Film Festival. Han är också utnämnd till riddare av Dannebrogorden och Arts et Lettres-orden.

## Filmografi (i urval)

### Film
| År   | Titel                                         | Roll                       | Notering                         |
| ---- | --------------------------------------------- | -------------------------- | -------------------------------- |
| 1996 | Pusher                                        | Tonny                      |                                  |
| 1997 | Svensk roulette                               | Mogens                     | Kortfilm                         |
| 1998 | Villospår                                     | Jimmy                      |                                  |
| 1998 | Nattens ängel                                 | Ronnie                     |                                  |
| 1999 | Bleeder                                       | Lenny                      |                                  |
| 2000 | Blinkande Lyktor                              | Arne                       |                                  |
| 2001 | Monas värld                                   | Casper                     |                                  |
| 2001 | En kort en lang                               | Jacob                      |                                  |
| 2001 | Monsters, Inc                                 | Randall Boggs              | Röstroll, enbart dansk version   |
| 2002 | Jag är Dina                                   | Niels                      |                                  |
| 2002 | Älskar dig för evigt                          | Niels                      |                                  |
| 2002 | Wilbur begår selvmord                         | Horst                      |                                  |
| 2003 | De gröna slaktarna                            | Svend                      |                                  |
| 2003 | Torremolinos 73                               | Magnus                     |                                  |
| 2003 | Dykkerdrengen                                 | Far                        | Kortfilm                         |
| 2004 | King Arthur                                   | Tristan                    |                                  |
| 2004 | Pusher II                                     | Tonny                      |                                  |
| 2005 | Adams äpplen                                  | Ivan                       |                                  |
| 2006 | Efter bröllopet                               | Jacob Pederson             |                                  |
| 2006 | Prag                                          | Christoffer                |                                  |
| 2006 | Exit                                          | Thomas Skepphult           |                                  |
| 2006 | Bilar                                         | Chick Hicks                | Röstroll, enbart dansk version   |
| 2006 | Casino Royale                                 | Le Chiffre                 |                                  |
| 2008 | Flamman & Citronen                            | Citronen                   |                                  |
| 2009 | Coco Chanel & Igor Stravinsky                 | Igor Stravinsky            |                                  |
| 2009 | Valhalla Rising                               | One Eye                    |                                  |
| 2009 | Die Tür                                       | David                      |                                  |
| 2010 | Clash of the Titans                           | Draco                      |                                  |
| 2010 | Mumintrollet och kometjakten                  | Sniff                      | Röstroll, enbart engelsk version |
| 2011 | The Three Musketeers                          | Comte de Rochefort         |                                  |
| 2012 | A Royal Affair                                | Johann Friedrich Struensee |                                  |
| 2012 | Jakten                                        | Lucas                      |                                  |
| 2012 | Move On                                       | Mark                       |                                  |
| 2013 | Charlie Countryman                            | Nigel                      |                                  |
| 2013 | Michael Kohlhaas                              | Michael Kohlhaas           |                                  |
| 2014 | The Salvation                                 | Jon Jensen                 |                                  |
| 2015 | Mænd og Høns                                  | Elias                      |                                  |
| 2016 | Doctor Strange                                | Kaecilius                  |                                  |
| 2016 | Rogue One: A Star Wars Story                  | Galen Erso                 |                                  |
| 2018 | Arctic                                        | Overgård                   |                                  |
| 2018 | Vincent van Gogh – Vid evighetens port        | Priest                     |                                  |
| 2019 | Polar                                         | Duncan Vizla               |                                  |
| 2020 | En runda till                                 | Martin                     |                                  |
| 2020 | Retfærdighedens Ryttere                       | Markus                     |                                  |
| 2021 | Return of the Goat II: New World Order        | Government Official        | Kortfilm                         |
| 2021 | Chaos Walking                                 | Mayor Prentiss             |                                  |
| 2022 | Fantastiska vidunder: Dumbledores hemligheter | Gellert Grindelwald        |                                  |
| 2023 | Indiana Jones and the Dial of Destiny         | Dr Jürgen Voller           |                                  |
| 2023 | Bastarden                                     | Ludvig Von Kahlen          |                                  |
| 2024 | Mufasa: Lejonkungen                           | Kiros                      | Röstroll                         |
| 2025 | Den siste vikingen                            | Manfred                    |                                  |
| TBA  | Dust Bunny                                    |                            | Kommande                         |

### TV
| År        | Titel            | Roll                | Notering           |
| --------- | ---------------- | ------------------- | ------------------ |
| 2000-2004 | Mordkommissionen | Allan Fisher        | 32 avsnitt         |
| 2005      | Julie            | Harald              | 5 avsnitt          |
| 2005      | Klovn            | Mads                | Avsnitt: "Str. 44" |
| 2013-2015 | Hannibal         | Dr. Hannibal Lecter | 39 avsnitt         |

## Utmärkelser
- Bodilpriset för bästa manliga huvudroll, för Pusher II,  2005[36]
- Robert för bästa manliga huvudroll, för Pusher II,  2005[36]
- Riddare av Dannebrogorden,  16 april 2010[37][38]
- European Film Academy Achievement in World Cinema Award,  2011[39]
- Bästa manliga skådespelare vid filmfestivalen i Cannes,  27 maj 2012
- Robert för bästa manliga huvudroll, för Jakten,  2014[36]
- Bodilpriset för bästa manliga huvudroll, för Jakten,  2014[36]
- Saturn Award för bästa manliga skådespelare på TV,  26 juni 2014
- Riddare av Arts et Lettres-orden,  april 2016[40]
- Game Award för bästa framförande, för Death Stranding,  12 december 2019[41]
- European Film Awards, bästa manliga skådespelare, för En runda till,  2020[42]
- Silversnäckan för bästa manliga skådespelare,  26 september 2020
- Robert för bästa manliga huvudroll, för En runda till,  2021[36]
- Bodilpriset för bästa manliga huvudroll, för En runda till,  2021[36]
- Bambipriset,  2023[43]
- European Film Awards, bästa manliga skådespelare, för Bastarden,  2023[44]
- Robert för bästa manliga huvudroll, för Bastarden,  2024[45]

[Redigera Wikidata]